# XXXTentacion
Jahseh Dwayne Ricardo Onfroy (Plantation, 23 de janeiro de 1998 – Deerfield Beach, 18 de junho de 2018), mais conhecido pelo seu nome artístico XXXTentacion (também conhecido como X) foi um rapper, cantor, compositor e influenciador digital norte-americano. Apesar de ser uma figura controversa devido às suas constantes polêmicas, o rapper ganhou uma emersa popularidade e uma expansiva base de fãs durante sua curta carreira por meio de sua música com temática de depressão, críticas sociais e o cotidiano na perspectiva do jovem. Ele foi frequentemente creditado por críticos e fãs por sua versatilidade musical, com sua música explorando os gêneros trap, rap boombap, indie rock, nu metal trap, R&B e psicodélico.
Ele começou a compor música após ser liberado de um centro de correção para jovens. Em junho de 2013, lançou a primeira canção na plataforma de distribuição de áudio SoundCloud, intitulada "News/Flock". Lançou a primeira música oficial intitulada "Vice City", ambas em 2013. Embora uma parcela majoritária das suas músicas possuam letras com conteúdo bordando críticas sociais, problemas em torno do emocional das pessoas e alienação, outra parcela possui letras com conteúdo estético e comercial, de letras retratando o estilo de vida gangster, a ostentação e a promiscuidade.

## Biografia

### Vida pessoal
Jahseh Dwayne Ricardo Onfroy, também chamado de X, nasceu em Plantation na Flórida, e passou a infância na área pobre e violenta de Pompano Beach e Lauderhill, no mesmo estado. Ele foi criado com a avó, por causa da situação financeira da mãe. X tinha ascendência alemã, síria, indiana, jamaicana e italiana.
Quando tinha seis anos, esfaqueou um homem que estava tentando agredir sua mãe. Esse caso, relacionado ao seu comportamento hostil na escola, acabou a levar ele a ser colocado em um programa de correção juvenil antes de ser "forçado" a viver com a sua avó. O interesse de Jahseh pela música começou após a sua tia o convencer a frequentar o coro da escola e em seguida o da igreja, sendo expulso do coro da escola, depois de agredir outro estudante.
Jahseh deixou um filho, Gekyume, nascido em 26 de janeiro de 2019, sete meses após sua morte.

## Carreira

### Começo da carreira e "Look at Me!" (2013–16)
A carreira de Onfroy como artista musical começou em Junho de 2013 após o lançamento da sua música "News/Flock" e sua música "Vice City" como primeira música oficial. De acordo com entrevistas, alguns anos após sua estadia no centro de correção juvenil, Onfroy foi preso por invasão e roubo domiciliar, roubo de carros, posse ilegal de armas, posse de substâncias dentre outros delitos, conhecendo Stokeley Goulbourne, outro artista denominado como Ski Mask the Slump God. Algumas fontes entrevistadas para uma biografia de 2020 contestam esta narrativa, e dizem que os dois se conheceram no ensino médio. Onfroy e Goulbourne tornaram-se amigos e começaram a fazer freestyle e frequentar shows, concertos de rap e batalhas de rima. 
Recordando o seu tempo de prisão, Onfroy disse que respeitava oficiais, funcionários e costumava proteger as pessoas de outros reclusos, o veredito está em um caso de uma situação envolvendo um colega de cela homossexual, que Onfroy agrediu mais tarde por alegadamente olhar para ele enquanto trocava de roupa. Onfroy afirmou que não era homofóbico. Goulbourne, seu melhor amigo disse que ele e Onfroy foram conhecendo seu talento na música fazendo freestyle, fazendo beatbox e usando mesas, cadeiras e outros objetos como instrumental, na mesma prisão.
Após a sua saída da cadeia, ele e Goulbourne voltaram a encontrar-se sob o objetivo de cometer uma série de invasões domiciliárias com o intuito de obterem dinheiro, embora Onfroy tenha acabado por comprar um microfone Blue Snowball e começou a gravar música incentivando Goulbourne a fazer o mesmo por "reconhecer o seu potencial". Depois de Onfroy ter posto o nome artístico de XXXTentacion, fez a sua primeira canção oficial, chamada "Vice City", no SoundCloud. o conteúdo da mesma se trata de rimas sobre reflexões abordando sentido da vida, questionamentos e imaginações, após suas primeiras semanas depois de sair da detenção, obtendo a decisão de abandonar uma vida de crime pela música. Onfroy disse que sentia que a música era o melhor jeito de expressar seus sentimentos, antes da sua vida artística tomar um início. Onfroy acabou por se juntar ao grupo do Ski Mask the Slump God chamado Very Rare, antes de se separar e iniciar o grupo Members Only, ao qual o Ski Mask também se juntou depois. A palavra "tentación" no seu nome artístico é a palavra espanhola para "tentação".
Onfroy lançou o seu primeiro álbum em forma de extended play (EP), chamada The Fall, em 21 de novembro de 2014. Em 2015, Onfroy lançou um álbum colaborativo com Ski Mask the Slump God, chamado Members Only Vol. 1, antes de lançar Members Only Vol. 2 com vários membros do coletivo Members Only em crescimento. Em 30 de dezembro de 2015, a versão original de "Look at Me!" foi carregada para a conta SoundCloud do co-produtor da canção, Rojas.
Em 28 de abril de 2016, Onfroy lançou o EP Willy Wonka Was a Child Murderer, com música fortemente inspirada no heavy metal e na música indie. Em 2016, Onfroy deixou o seu emprego como operador de call center devido à sua crescente carreira musical e mudou-se com o rapper Denzel Curry. Em julho de 2016, Onfroy foi preso e acusado de roubo e agressão com uma arma. Depois de pagar a fiança de 10.000 dólares, Onfroy continuou a trabalhar no seu álbum independente de estreia, Bad Vibes Forever, que tinha uma data de lançamento prevista para 31 de outubro de 2016. O álbum não foi lançado na data e foi adiado devido a Onfroy ter sido preso no início de outubro sob acusações de cárcere privado, adulteração de testemunhas e lesão corporal da sua namorada grávida Geneva Ayala. Se a namorada de Onfroy estava de fato grávida e se foi agredida por ele, é contestado.

### Saída da prisão, Revenge, 17, e A Ghetto Christmas Carol (2017)
Em 2017, "Look at Me" ganhou fama, atingindo o número 34 no US Billboard Hot 100 e no top 40 do Canadian Hot 100. O single ajudou-o a ganhar mais popularidade e virou assunto nas redes e entre a indústria, devido a acusações do rapper canadense Drake usando uma sonorização do instrumental de trap semelhante a de "Look At Me" na sua música "KMT", posteriormente causando desavenças entre os trappers. O distinto cabelo colorido pela metade de XXXTentacion, que foi inspirado pelo antagonista dos 101 Dálmatas, Cruella de Vil e a constante mudança tanto dos cortes quanto da coloração do mesmo também chamou a atenção do público, tornando tendência entre os trappers na época até atualmente. Durante a sua pena de prisão, Onfroy assinou um acordo a ser gerido por Soloman Sobande ( que permaneceria o seu gerente até o seu assassinato ) e apesar de Onfroy estar na prisão durante o sucesso inicial de "Look at Me!", os batedores de grandes marcas começaram a oferecer contratos de seis dígitos e Onfroy acabou por assinar para Empire Distribution por uma taxa de royalties mais baixa, controle criativo total e um pagamento adiantado menor. marcas de calçados e roupas também ofereceram patrocínios a equipe empresarial de X para seus shows e turnês.
Após a sua libertação da prisão em 18 de abril de 2017, lançou mais três músicas em SoundCloud. Numa entrevista com WMIB, Onfroy anunciou que estava trabalhando nos álbuns de estúdio Bad Vibes Forever e 17; assim como numa mixtape, I Need Jesus. Numa entrevista três dias após a sua libertação da prisão, Onfroy disse ao XXL: "Consegui este álbum realmente, realmente trabalhado chamado 17. Isso é mais uma alternativa, som R&B - então tenho esta mixtape chamada I Need Jesus, que é principalmente rap e o som underground que eu fiz".
Onfroy anunciou seu primeiro tour a nível nacional em 28 de abril de 2017. O tour, intitulado "The Revenge Tour", teve 26 datas no total e gerou muita cobertura mediática, incluindo situações por fora, como as de um briga com outro trapper, Onfroy a ser nocauteado durante uma altercação no palco,Onfroy a ser atirado para o público de um show pela segurança e Onfroy a socar um "fã". Ele anunciou o cancelamento das restantes datas do tour devido ao seu primo ter sido baleado em 24 de junho de 2017, embora a data final do tour em Condado de Broward, Flórida, ainda tenha acontecido e tenha sido mais tarde transmitida no aplicativo watchthemusic (WAV).
Onfroy foi nomeado como a décima escolha na "2017 Freshman List" da XXL, uma revista que escolhe anualmente rappers e trappers novos que se destacaram inicialmente no mundo da música.
Onfroy lançou o seu álbum de estreia, 17, em 25 de agosto de 2017. O álbum estreou no número 2 da US Billboard 200, vendendo 86.000 unidades equivalentes ao álbum na primeira semana. O álbum recebeu uma resposta mista de críticos, alguns dos quais elogiaram o álbum pelas suas narrativas sentimentais e estilo musical diversificado. Em 3 de setembro de 2017, Onfroy anunciou que Bad Vibes Forever, o seu segundo álbum, ainda se encontrava em produção. Sete músicas de seu álbum 17 - "Jocelyn Flores", "Revenge", "Fuck Love", "Everybody Dies in Their Nightmares", "Depression & Obsession", "Save Me" e "Carry On" - estrearam no Billboard Hot 100 nos números 31, 77, 41, 54, 91, 94 e 95, respectivamente. Jocelyn Flores tornou-se a canção mais alta nos rankings de Onfroy desde "Look at Me", que atingiu o seu auge em 34. Onfroy teve então a sua nona canção a figurar no Billboard Hot 100, por sua vez com a sua participação na canção de Kodak Black "Roll in Peace", tirada do Project Baby 2. A canção estreou aos 52 e atingiu o seu auge em 31, correspondendo a "Jocelyn Flores".
Em 12 de setembro de 2017, Onfroy lançou o seu primeiro videoclipe oficial para a sua canção de 2015 "Look at Me", bem como o compartilhamento de um vídeo musical com a sua canção de 2015 "Riot". A editora de Onfroy, Bad Vibes Forever, assinou um acordo de distribuição com a subsidiária do Capitol Music Group, Caroline, a 19 de Outubro de 2017. O acordo, alegadamente no valor de 6 milhões de dólares, era apenas para um álbum. Pouco depois, a 25 de Outubro de 2017, Onfroy anunciou que ia rescindir o seu contrato com a Caroline, apesar de um representante confirmar que ainda estava assinado. Dois dias depois, anunciou que se ia reformar devido à negatividade e a repercussão, embora algumas publicações tenham notado que Onfroy fez afirmações semelhantes antes e não foram seguidas. Em 30 de outubro de 2017, Onfroy anunciou que voltaria a fazer música se o seu artista, trapper de Broward, e "antigo melhor amigo", Ski Mask the Slump God, voltasse a falar com ele. Mais tarde, Onfroy respondeu à pergunta de um fã ao vivo no Instagram sobre a sua aposentadoria, dizendo: "Estou aposentando? Sim, estou aposentando - não sei por quanto tempo, mas não vou fazer música neste momento".
Em 21 de setembro de 2017, Noah Cyrus lançou o seu single intitulado "Again", com a participação de Onfroy.

### Musicalidade
Ganhou notoriedade também por sua originalidade. Onfroy fazia uso de estilos e técnicas que não eram considerados diferenciais musicalmente, durante sua carreira, como distorção se encaixando ao nu metal, um subgênero do rock que consiste na mescla de elementos do rap, trap com o rock, a lírica da maioria das músicas de seus álbuns  bordava conteúdo sentimental e questionador, trazendo uma tendência diferente ao trap e seu conteúdo, enquanto outra era de músicas mais festivas e comerciais. Uma característica de Onfroy era a tática de interludes no início de todo álbum ou mixtape, como forma de demonstração e prévia do conteúdo dos mesmos, tática muito usada na era inicial do rock, R&b e do souls.

## Morte

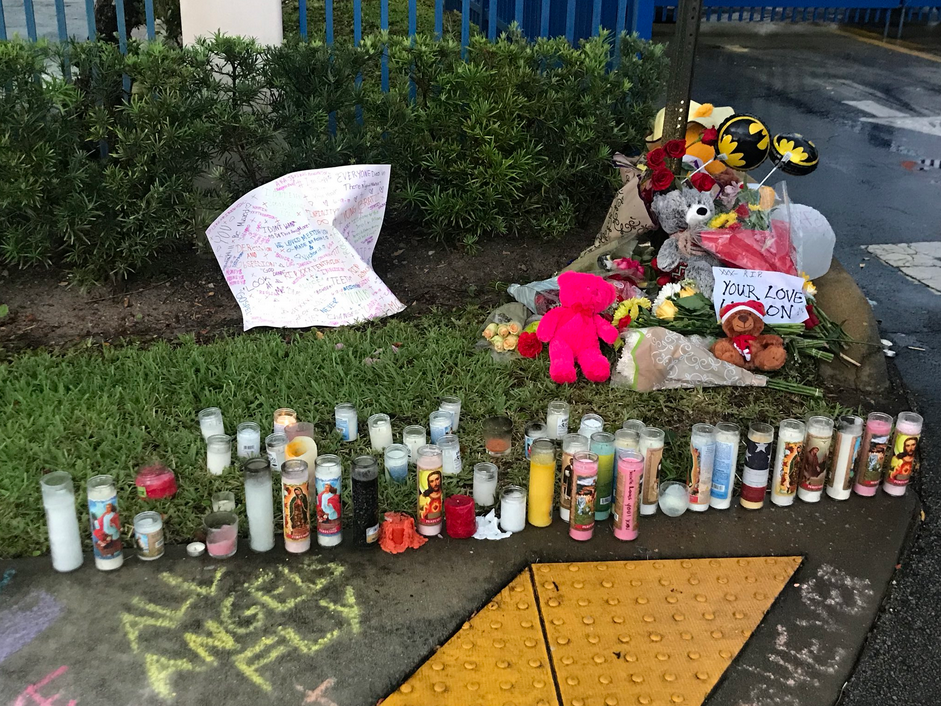
Homenagens ao cantor após sua morte

Em 18 de junho de 2018, Onfroy estava deixando uma concessionária de motocicletas em Deerfield Beach, quando foi baleado por três assaltantes em um SUV de cor escura e aparentemente roubado.

### Funeral
Em 24 de junho de 2018, foi anunciado um memorial aberto para Onfroy, que ocorreu em 27 de junho no BB&T Center, em Sunrise, Flórida. Telefones celulares e câmeras não foram permitidos no evento. Um funeral privado ocorreu um pouco depois.

### Impacto comercial
Em 19 de junho, um dia após a morte de Onfroy, a Billboard informou que o recorde de execuções de uma faixa em único dia no Spotify, que anteriormente pertencia à cantora Taylor Swift, com  "Look What You Made Me Do", passou a pertencer a "Sad!", de Onfroy, que obteve 10,4 milhões de transmissões, em comparação com os 10,1 milhões de transmissões de Swift. Isto foi seguido por um aumento de vendas de 16 vezes em todas as plataformas de streaming e download, incluindo um aumento de vendas de 7000 vezes em CDs na Amazon.com. Era esperado que o álbum ? (2018) voltasse aos cinco primeiros lugares da principal parada de álbuns dos Estados Unidos na semana de sua morte. Acabou por atingir o número três na Billboard 200, com 90.000 unidades equivalentes a álbuns vendidas, contra 19.000 na semana anterior.
Na semana seguinte ao assassinato de Onfroy, "Sad!", o single mais bem-sucedido do rapper, atingiu o topo na Billboard Hot 100, fazendo de Onfroy o primeiro artista a ocupar o topo da Hot 100 postumamente desde "Mo Money Mo Problems", de The Notorious B.I.G., em 1997. Em 28 de junho, a equipe de gerenciamento de Onfroy lançou postumamente o videoclipe de "Sad!" em seu canal do YouTube, que recebeu mais de 40 milhões de visualizações em julho de 2018.

## Legado
X era bem conhecido por sua música "deprimente e às vezes devastadora", que chamou a atenção para a questão da saúde mental e que "encorajou seus fãs a encontrar esperança no nevoeiro de seu desespero".Onfroy passou sua carreira tentando convencer seus fãs mais "acérrimos" que eles "valem mais do que  pensam" e deixou para trás o que a Rolling Stone chamou de "grande pegada musical", devido ao seu impacto sobre sua base de fãs jovens e sua popularidade durante sua carreira, para mudar seu repertório musical e sua vida pessoal, inicialmente tempestuosa.
Onfroy influenciou artistas como Lil Pump, Trippie Redd, Ski Mask, the Slump God, Smokepurpp, Lil Tracy, Lil Wayne dentre outros a tomar seu gosto pelo sentimento e o trabalho pela arte, e que os encorajou a lutar pelos seus direitos e reivindicações na indústria em questão de contratos e negócios com produtoras e patrocinadoras.

## Prêmios e indicações

### American Music Awards
| Ano  | Recipiente   | Categoria               | Resultado |        |
| Ref. |              |                         |           |        |
| ---- | ------------ | ----------------------- | --------- | ------ |
| 2018 | XXXTentacion | Artista Revelação       | Indicado  | [ 83 ] |
| 2018 | 17           | Melhor Álbum – Soul/R&B | Venceu    | [ 84 ] |

### BET Hip-Hop Awards
| Ano  | Recipiente   | Categoria                    | Resultado |        |
| Ref. |              |                              |           |        |
| ---- | ------------ | ---------------------------- | --------- | ------ |
| 2018 | XXXTentacion | Artista de Hip Hop Revelação | Venceu    | [ 85 ] |

### BillboardMusic Awards
| Ano  | Recipiente | Categoria           | Resultado |        |
| Ref. |            |                     |           |        |
| ---- | ---------- | ------------------- | --------- | ------ |
| 2018 | 17         | Melhor Álbum de R&B | Indicado  | [ 86 ] |

## Controvérsias

### Prisão
Em julho de 2016, X foi preso e acusado de roubo e assalto com uma arma de fogo. Depois de pagar fiança no início de outubro do mesmo ano, enquanto aguardava julgamento, X foi preso novamente mais tarde naquele mês por acusações de prisão falsa, adulteração de testemunhas e espancamento de uma vítima grávida, no caso sua namorada. X foi libertado da prisão sob fiança em 26 de março de 2017.

### Prisão e novas acusações
Após denúncias de cárcere privado e violência doméstica terem sido levadas ao tribunal, o rapper foi preso em 15 de dezembro de 2017. A ficha criminal estendeu-se para mais de sete crimes, incluindo os que foram relatados em 2016.

## Discografia
Álbuns de estúdio
- 17 (2017)
- ? (2018)
- Skins (2018 - Álbum póstumo)
- XXXTENTACION Presents: Members Only, Vol.4 (2019 - Álbum póstumo)
- ? (Deluxe) (2019 - Álbum póstumo)
- Bad Vibes Forever (2019 - Álbum póstumo)
- LOOK AT ME: THE ALBUM (2022 - Álbum póstumo)